# Niezwykłe przygody Włochów w Rosji
Niezwykłe przygody Włochów w Rosji (tyt. oryg. ros. Невероятные приключения итальянцев в России) – radziecka komedia filmowa z 1974 roku, w reżyserii Eldara Riazanowa i Franco Prosperiego. 
W Polsce film obejrzało 1,53 mln widzów.

## Fabuła
Umierająca w rzymskim szpitalu rosyjska emigrantka opowiada swojej wnuczce Oldze o skarbie, który ukryła w Leningradzie pod lwem. Opowieść słyszy także jeden z lekarzy, pielęgniarze, pacjent ze złamaną nogą i miejscowy mafioso. Wszyscy lecą do Rosji tym samym samolotem, choć żaden nie przyznaje się przed pozostałymi, jaki jest cel podróży. W Leningradzie włoscy goście próbują dokopać się do skarbu pod każdym posągiem lwa, który znajduje się w mieście. Ostatecznie skarb przejmie milicja, a Olga pozostaje w ZSRR zauroczona oficerem milicji, Andriejem.

## Obsada
- Andriej Mironow jako Andriej Wasiliew, oficer milicji
- Ninetto Davoli jako Giuseppe (głos Michaił Kononow)
- Antonia Santilli jako Olga (głos Natalia Gurzo)
- Alighiero Noschese jako Antonio Lo Mazzo (głos Aleksandr Bielawski)
- Tano Cimarosa jako Rosario Agrò (głos Michaił Głuzski)
- Olga Arosiewa jako matka Andrieja
- Eldar Riazanow jako lekarz
- Boris Runge jako dyrektor teatru muzycznego
- Zoja Isajewa jako lekarka
- Wadim Graczow